# 無車運動

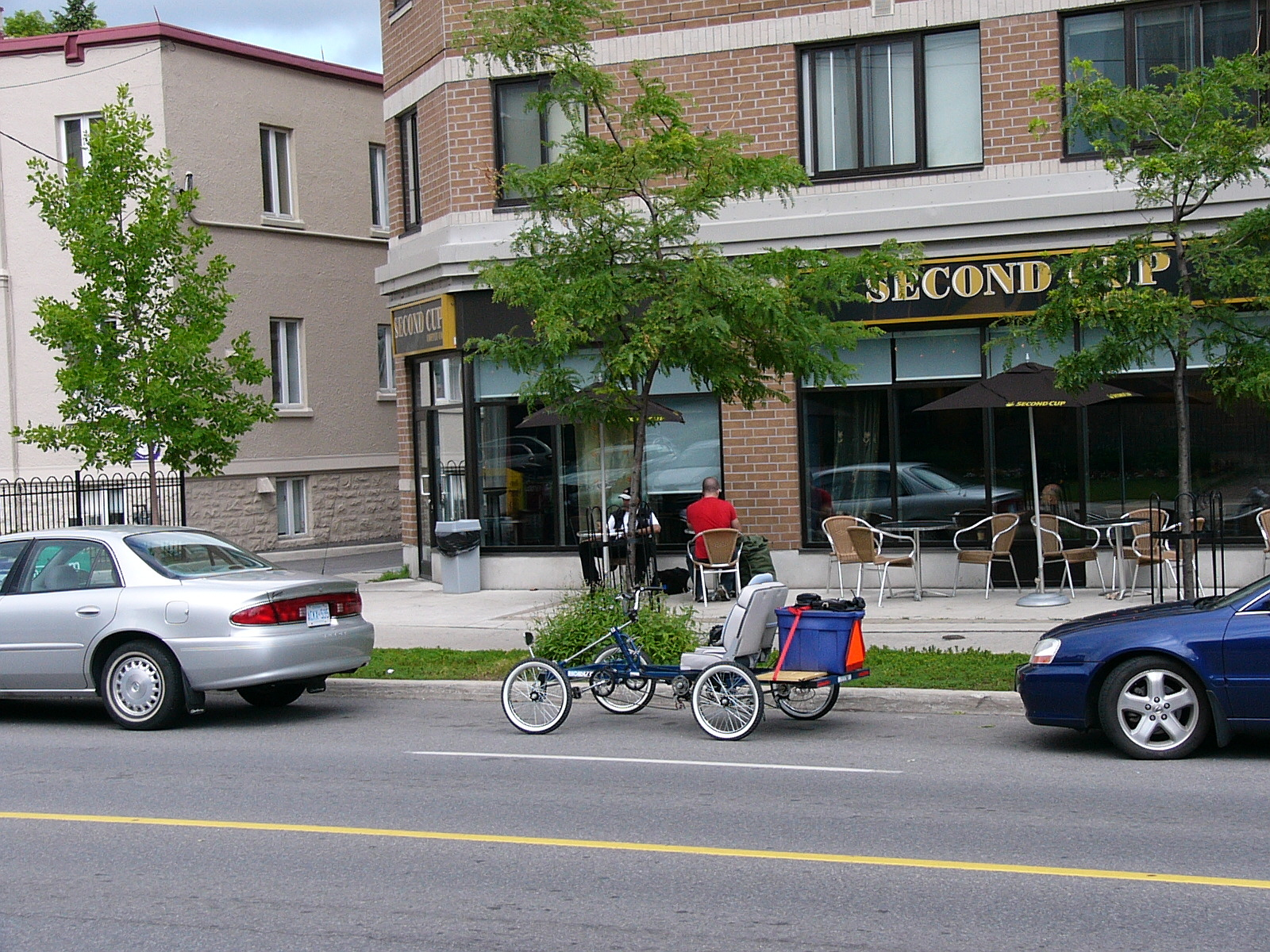
加拿大街头的无车运动

無車運動是一個影響範圍廣、非官方、且近期發展出來的團體，民眾以個人或團體身分參與這項活動，都市設計專家及社會運動家也有參與，以實行他們的共同理念：反對車輛在現代都市當中過於猖獗的現象。此運動的目標為創造一個理想的環境，其訴求是大幅減少或禁止車輛，將道路及停車場轉變為其他的用途以供民眾使用，規劃及重建土地使用方式，以方便民眾能夠藉由大眾交通運輸、步行、及單車前往都市的每個角落。

## 背景
二十世紀以前，城市的配置通常比較緊湊，人們在擁擠的狹窄街道上進行活動。在二十世紀時，汽車則讓許多住民習慣了擁有更寬的馬路，更多的空間則方便人們停車，並使得人口密度降低，其中有60%的城市表面積是規劃給汽車使用的。低人口密度則促使了城市的擴張，使得城市產生結構上的轉變，包括兩個地方間的距離擴大，以及交通壅塞，但由於這些原因，車子以外的交通工具變得更不受歡迎和不實用，並導致交通路線繼續增加及擴張。民眾喜歡汽車，不喜歡步行、騎單車、搭公車或搭火車。這個過程給城市的結構和人的生活型態帶來了改變，也幾乎使汽車成為每個人的必需品。
有些政府為了因應這股趨勢，制定了法律和規定來制止汽車的過度使用，這些法規包括了增加城市密度、鼓勵騎單車、走路、搭大眾交通工具、減少私人汽車的停車空間、以及支持改善單車、步行、及大眾交通工具。 除了傳統的交通工具以外，汽車租借也成了一個重要的元素，人們可以不必擁有屬於自己的汽車，而是能去租一輛來使用數個小時。

## 城市規劃
無車運動的倡導者強調兩個重要的元素，一是合理使用的交通系統，二則是改善城市的規劃，包括了土地利用分區、學區位置劃分、都市農業的提倡、通信設備改良、以及住宅的改進，而住宅改進則能夠改善以往人們必須通勤的缺點。
新都市主義為美國1980年代前期的城市設計運動，其目標為改革地產開發商及城市計劃，範圍則涵括了城市改造及郊區土地利用。社區經由設計後，有多種住宅類型、工作種類也變多了，道路也以行人所要求來設計，不以汽車所需為主。
在倫敦有一項世界廣場計劃，旨在清除所有主要廣場上的交通，廣場包括了特拉法加廣場及國會廣場。
徒步區則為城市鄉鎮裡，嚴禁或嚴格限制汽車的地區。
生活街道則同時因應了車輛和人類活動的需求，但是以人為優先而設計出來的，街道上除了路人可以行走外，小孩也可以在此玩耍，道路也供單車及低速摩托車使用。
社區腳踏車計劃的出現，則提供人們短期的腳踏車租借服務，以讓人能在城市內使用，在1960年代的阿姆斯特丹第一次實施此計畫，效果卓越，並風行到許多其它的城市，像是2007年法國巴黎的Vélib'計劃，便引進了20000台腳踏車供民眾使用。

## 支持團體
環境交通協會於1990年成立，旨在提醒人類交通對環境產生的影響，並於1993年創辦了綠色交通週，並在1997年把無車日加入該活動裡。
改善交通運動（先前稱之為交通2000）在倫敦於1972年成立，以反對當時英國鐵路縮減預算的計劃，在此之後，大眾也由此運動表明需求，並提倡了許多解決方案。英國的反轎車網站則鼓勵人們搭乘大眾交通運輸工具。新行動議程為一項國際性的新方案，形成於1988年，旨為反對城市裡汽車獨大的現象。

## 行動團體
反道路抗爭在1990年代早期受人關注，因其抗爭當時的一項大型道路興建計劃，該計劃範圍涵蓋了城市社區以及鄉村地區。
收復街道聯盟於1991年在倫敦成立，其成員癱瘓了一些主要道路、快速道路、及高速公路，並在這些地方舉辦派對和活動，也許有人會質疑該聯盟的所作所為，認為其影響到那些平常使用這些道路的車主和公車司機，並阻斷了交通，但該聯盟便強調他們的理念，認為：「真正阻斷交通的，不應該是我們這些行人，而是你們這些車輛。」他們亦相信他們癱瘓這些空間的理念，是要為人拓展出公共的空間。
單車臨界量活動在1992年於舊金山開始出現，當時該地的一些單車騎士集體佔住了交通，喊出「我們就是交通」的口號，活動理念則為喚醒大眾，反應城市對單車騎士不友善的道路設計。
裸体自行车游行组织則誕生於2001年的西班牙，發行首次的裸體自行車遊行，後來在2004年便以縮寫WNBR之名，其理念迅速的傳播至整個世界，到各個不同的行動團體及個人當中，他們提倡單車、再生能源、休閒、步行社區、以及將環保永續的概念，帶入21世紀的生活風格當中。
停車日起始於2005年，由一群創作者、設計師、以及 積極分子一起合作組成，他們以舊金山為據點，將一座停車場變成了一座小型公園，公園內有草皮、椅子、及遮陽的地方，而到了2007年，這個活動已經在27個國家當中，創造了180座公園了。

## 官方活動
世界無車日是官方所舉辦的活動。在這日子中，車子不得出現在城市的街道上，維期數小時至一天不等。這活動旨在讓民眾了解：少了車子，城市景觀會有什麼变化与改善。第一屆世界無車日在1995年舉辦，由下列幾個城市發起：冰島首都雷克雅維克、英國貝斯、法國拉羅謝爾。
此外，歐盟也發起了一個活動，叫做：所居之處無我車(In town without my car)。這活動舉辦於秋天，為期一天，要求民眾多使用大眾運輸而不要用車子。2004年，包含歐盟在內，有四十個國家共襄盛舉。世界都市化之日，於1949年在阿根廷首都布宜諾斯艾利斯發起，每年十一月八日，四大洲超過三十個國家共同舉行。
世界無車城市聯盟(World Carfree Network)每年舉辦「向無車城市邁進」討論會(Towards Carfree Cities)，現存的多種無車運動，能在「向無車城市邁進」這討論會中一覽無車運動的精華。2008年，討論會首次舉辦於北美俄勒冈城，同時也在波蘭出現。土耳其首都伊斯坦堡，哥倫比亞首都波哥大，匈牙利首都布達佩斯，德國首都柏林，捷克首都布拉格，羅馬尼亞首都布加勒斯特，以及法國里昂，也都曾舉辦過「向無車城市邁進」討論會。
通勤族競速比賽(Transportation Alternative's Annual Commuter Race)則是讓通勤族靠交通工具一決高下，比賽誰能快到達目的地。地鐵通勤族，計程車通勤族，還有腳踏車通勤族，要從皇后特區跑到曼哈頓特區。第五屆競速比賽於2009年5月舉辦，一名腳踏車通勤族瑞秋‧米爾(Rachel Myers)擊敗公車通勤族丹‧漢德列克(Dan Hendrick)以及計程車通勤族威力‧湯普森(Willie Thompson)，在第五屆比賽中勝出。米爾花了二十分鐘又十五秒，從皇后特區陽光人行道，跑到曼哈頓哥倫布廣場。漢德列克晚了十五分鐘才從地鐵站跑出來，再過半小時，湯普森才搭計程車姍姍來遲。舉辦競速比賽的團體，希望藉由該比賽，讓紐約人優先選擇環保、安靜而且方便的交通工具，儘量減少使用轎車的頻率，但並不是提倡禁止使用私人轎車。該團體希望以環保為本，找尋合適的交通工具，這樣的通勤方式對於社會和其他人也有益處。為了達成這項目標，交通競速比賽提倡五種概念：多騎腳踏車，走路，減少停車位，保持行人安全，找尋合適的交通工具。2009年紐約政府禁止車子進入時代廣場，國內媒體爭相報導，過一會兒，交通競速比賽就跟著舉辦，可見該團體善於利用時機。

## 無車定義

### 定義與類別
世界上還有許多地區是沒有道路的，所以居民也沒有車子，但他們仍過得下去。就算是在已開發國家，也是有這種情況，像是：歷史古蹟地址，周邊小島。顯而為眾所知的例子就是義大利的威尼斯城。「無車發展」暗示了一項具體改變：某些發展地區必須靠建設工程改變，才能達到這目標。
瑪莉等人(Melia et al)為“無車”下了幾個定義，如下所示：住宅區或工商住宅混合區有下列幾點特徵，就可稱為無車環境：
- 周邊不能有汽車走動
- 住宅區不能有停車位置，就算有，也要限制數量，而且要遠離住宅區。
- 以無車居民為本而設計的住宅區。

西北歐國家率先提倡這個運動，後來相關經驗為人援引，創立出這些定義。這定義與「限制汽車數量之發展」有所不同。依照此定義，無車發展可分為下列三個情況：
- 福本模式
- 限制入口模式
- 行人為主模式

### 福本模式
德國福本（ Vauban, Freiburg, German）為歐洲最大的無車發展城市，居民超過五千。該市居民習慣用德文「stellplatzfrei」(沒有停車位)來稱呼這都市的交通管理系統，所以有人也在爭論這跟「無車」的概念是否相同。車輛可以進入福本市接送居民，但不得停車，然而常常卻有人不管規定，照停不誤。福本市居民每年都要簽署一道文件，表明他們有沒有汽車。如果有，車主就必須在停車大樓購買一個車位。這個停車大樓由市議會來管理，一個車位要價一萬七千五百歐元，每個月還要付管理費。這個管理法可以當作買車的不利因素，勸阻民眾不要買車。

### 限制入口模式
想創造一個「無車」環境，較常用的就是設置實體障礙物。這些障礙物能阻擋車子進入某一地區內部。瑪莉等人(Melia et al)稱這種方式為：「限制入口模式」。德國科隆市瑟洛維克斯(Setllwerks) 60區，就有一個活動障礙物設置系統，由當地居民所組成的組織來控管。阿姆斯特丹的水區(Waterwijk)只讓車子從城鎮外圍進入。

### 步行區模式
前面兩種模式只能套用在新建立的城鎮上，如果有已發展都市想建立「無車」居住地，那就只能靠「步行區」模式了，歩行區裡，有大量居民，他們都沒有車子。通常在某個區域變成「步行區」時，當地居民早就有了自己的房子。實行該政策的都市「格羅寧格」，為該模式的最佳例子，這城市的行人區有一萬六千五百人。

### 無車發展的優劣
許多人研究歐洲的無車發展過程。2000年，楊蕭何(Jan Scheurer)所做的研究幾乎含括歐洲各地 ，至於其他研究則只特別專注在一些區域，像是維也納芙洛希斯村(Florisdorf)的無車發展過程。

### 無車發展區域的特點
- 很少用到車子，周邊道路通暢
- 大多人都騎腳踏車或走路。
- 兒童會在街上玩樂，不需家長或成人陪同。
- 停車位或行車道路很少，大部分土地可以拿來種植物，或當作公共設施的建築用地

停車位管理，是無車發展區域中的軟肋。如果沒有適當管理，往往會有人因停車占用行人道，引起糾紛。

## 其他例子
- 哥本哈根：哥本哈根是丹麥首都，其人口稠密度可列於歐洲前幾名了。該都市裡面，常有車子占據街道，停車格也很多，但四十年前開始，政府便著手進行改革，禁止車子進入人行道，還把停車格轉成公眾廣場，效果良好。

- 法國巴黎：2004年，政府下令車輛不准經由右岸（Right bank）的喬治彭皮（Georges Pompidou）高速道路進入沙岸（Paris-Plages）。此命令只於夏季某個月份有效。政府將巴黎沙岸轉成步行區，還為沙岸設了許多活動項目，像是：攀岩，舞蹈，遊樂，和游泳，還添了一些東西：像是海灘椅，咖啡廳，噴泉，以及棕梠樹。[21]

- 海峽群島的薩克島（Sark）[22]

- 美國加利福尼亞戴維斯的鄉村鎮（Village Homes in Davis, California）：鄉村鎮本是以「無車發展」作為建鎮綱領，鎮上人行道綿密，可以直通各公有地，像是：風景觀光地、公園、遊樂設施、還有雕像擺放處。大部分的房子都緊依且面向這些公有地，而非沿街設置。鎮上的街道又窄又蜿蜒。還有一些道路沒有出口，頗似鄉村小路。車子進入這些道路時，都不太會開快車，而是減速行走。[23]